# Uma Mulher do Outro Mundo
Blithe Spirit (bra/prt: Uma Mulher do Outro Mundo) é um filme britânico de 1945, dos gêneros fantasia e comédia romântica, dirigido por David Lean. O roteiro foi escrito por Lean, Ronald Neame e Anthony Havelock-Allan baseado na peça homômina de Noël Coward.

## Produção
Uma Mulher do Outro Mundo é a adaptação cinematográfica da peça "Blithe Spirit", de Noël Coward, que fez extraordinário sucesso na Broadway entre 1941 e 1943—foram 657 apresentações. A ideia central da peça é a seguinte: ser um fantasma é o único estado que permite ao amor ser completo e durável...
Um dos trunfos do filme é o criativo uso da cor, que contrasta os intensos figurinos vermelho e vinho com os tons pastéis dos fantasmas. Com isso, a Academia concedeu à produção o Oscar de Melhores Efeitos Especiais.
Segundo Ken Wlaschin, Rex Harrison, como o escritor casado em segundas núpcias e atormentado pela aparição da primeira esposa, exibe um dos dez melhores trabalhos de sua carreira. Todavia, quem rouba a cena e recebe todos os elogios é Margaret Rutherford. Ela interpreta uma excêntrica médium que evoca o espírito da primeira esposa do escritor e depois não sabe como enviá-la de volta.
Uma Mulher do Outro Mundo é o terceiro filme dirigido por David Lean e também sua terceira colaboração com Nöel Coward. A quarta e última, realizada no mesmo ano, é o clássico Brief Encounter.

## Sinopse
O romancista Charles Condomine está casado novamente, agora com Ruth, quando Elvira, a esposa anterior, retorna do mundo dos mortos, com seus lábios púrpura e sua jovialidade, para um sinistro ménage à trois. Quem a trouxe foi a excêntrica Madame Arcati, uma ciclista que também promove sessões espíritas. O problema é que Madame não consegue devolvê-la ao túmulo...

## Elenco
| Ator/Atriz          | Personagem            |
| ------------------- | --------------------- |
| Rex Harrison        | Charles Condomine     |
| Constance Cummings  | Ruth Condomine        |
| Kay Hammond         | Elvira                |
| Margaret Rutherford | Madame Arcati         |
| Hugh Wakefield      | Doutor George Bradman |
| Joyce Carey         | Violet Bradman        |
| Jacqueline Clarke   | Edith                 |

## Prêmios e indicações
| Prêmio     | Categoria                | Recipiente | Situação |
| ---------- | ------------------------ | ---------- | -------- |
| Oscar 1947 | Melhores efeitos visuais |            | Venceu   |
|            |                          |            |          |